# Цудпхуд Намґ'ял
Цудпхуд Намґ'ял (1860, Рабденце — 1863, Тумлонґ) — 7-мий чоґ'ял (монарх) Сіккіму, що правив з 1793 по 1863 роки. Він правив 69 років, що набагато перевищує термін перебування у влади інших чоґ'ялів. За часів його правління Сіккім вступив в контакт з Британською Індією і в 1861 році став британським протекторатом.

## Життєпис
Батько Цудпхуд Намґ'ял, шостий чоґ'яял Сіккіма Тенцзін Намґ'ял, був змушений був бігти в Лхасу в 1790 році після окупації Західного Сиккима Непалом. Його п'ятирічний спадкоємець біг до Лхаси разом з ним, але після смерті батька в 1793 році повернувся до Сіккіму, з якого на той час сіккімські та китайські війська вже витіснили непальцев і встановили контроль над князівством. У 1793 році столиця кріхни була перенесена з Рабденце, що знаходився дуже близько до кордону, до Тумлонґу.
Після встановлення британського контролю над сусідньою Британською Індією, Сіккім став шукати союзу з англійцями проти загального ворога — Непалу. Проте Непал все-ж-таки напав на Сіккім, після чого Британська Ост-Індійська компанія атакувала Непал. Протягом Англо-непальскої війні 1814—1816 років Сіккім виступав на стороні Британії, спільним військам двох країн вдалося вигналти непальцев з південно-західного Сіккіму. Після війни були укладені Суґаульський договір 1816 року між Непалом і Британською Індією та Тіталійський договір 1817 року між Сіккімом і Британською Індією. За Тіталійським договором територія, захоплена Непалом, була повернена Сіккіму.
У 1835 році чоґ'ял передав Дарджилінг в оренду Британській Ост-Індській компанії. Договір про оренду був розірваний в 1849 році, коли експедиція двох британських дослідників, Джозефа Долтона Гукера і Артура Кемпбелла (останній відповідав за зв'язки британського і сіккімського урядів), проникла в Сіккім без дозволу і попереднього повідомлення. Вони були затримані і кинуті у в'язницю. Британія послала Сіккіму ультиматум, і обидва британці були звільнені після місяця висновку. Проте Британія в лютому 1850 року послала каральну експедицію проти Сіккіму, внаслідок чого Дарджилінг і Моранґ (на півдні Сіккіму) були приєднані до Індії (останній зараз розташований в Непалі). Сіккім вибрав тактику нападів на Індію, внаслідок чого в 1860 і 1861 роках було організовано ще дві каральні експедиції. Англійці захопили столицю Тумлонґ і змусили уряд Сіккіму підписати мирний договір 1861 року, за яким Сіккім став британським протекторатом. Договір, зокрема, передбачав щорічну фінансову підтримку чоґ'яла. Чогґ'л отримав офіційний статус в Британській Імперії, рівний статусу магараджі.
Цудпхуд Намґ'ял помер в 1863 році у віці 78 років. Він був одружений п'ять разів. Від першої дружини, Лабронґ, мав сина (Хябдон Намґ'ял) і двох дочок, імена яких не збереглися. Син помер неодруженим і не зміг успадковувати престол. Ім'я другої дружини невідоме, вона позодить з Тибету і була сестрою Таші-Лами. Цудпхуд Намґ'ял мав від неї трьох синів: старший, Сідеконґ Намґ'ял, став восьмим чоґ'ялом Сіккіму, ім'я другого невідоме, ім'я третього Аватар Намґ'ял. Ім'я третьої дружини невідоме, четверта дружина — Тунна Дінґа. Від цих дружин у Чоґ'яла не було дітей. Остання дружина — Махарані Менча, народила сина (Тутою Намґ'яла) і трьох дочок. Також мав незаконних (від служниць) дочку і сина. Син, Чанґзед Ґелонґ Карпо Намґ'ял, після смерті батька одружувався на його вдові, Махарані Менча.